# Georg Klein (Biologe)

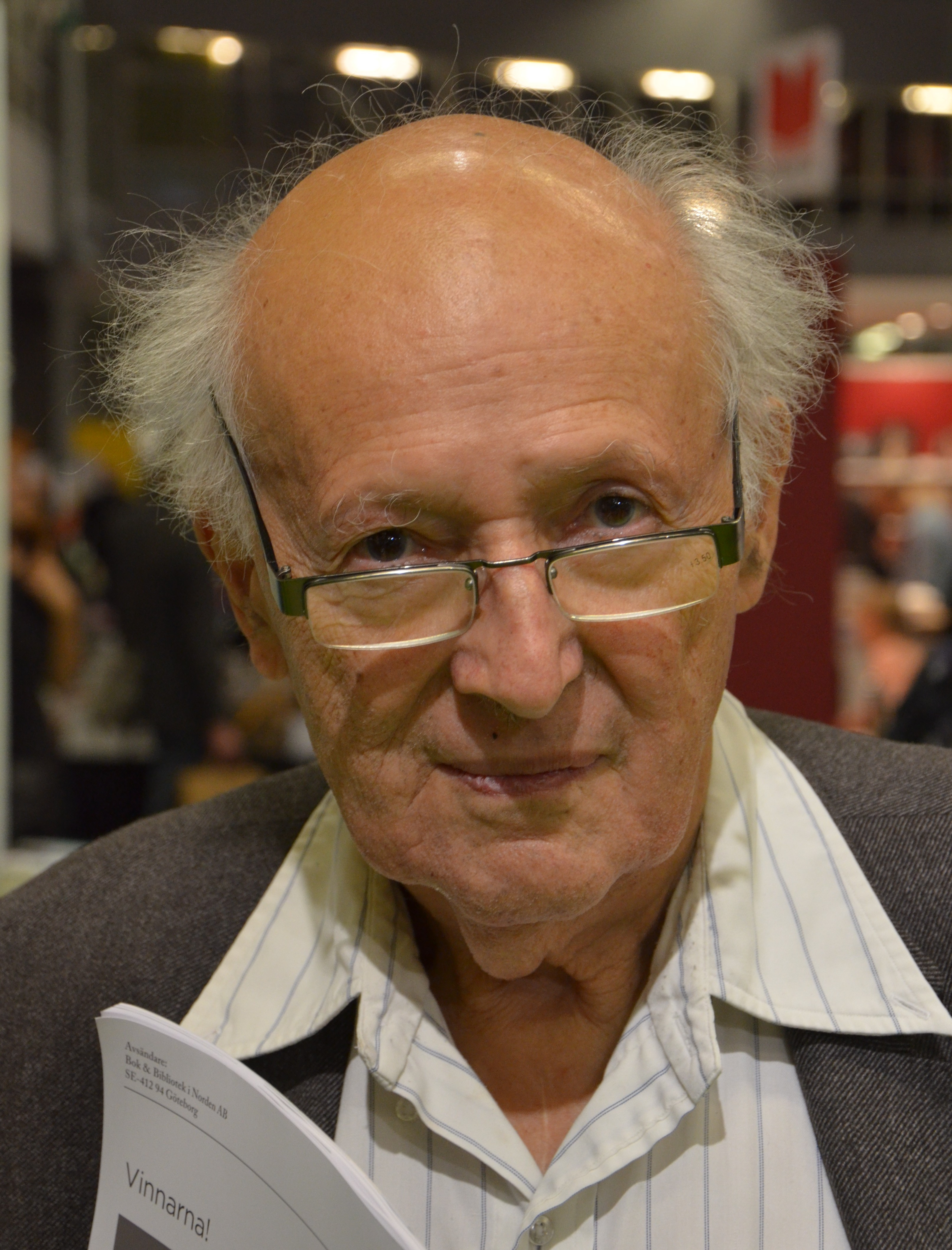
Georg Klein

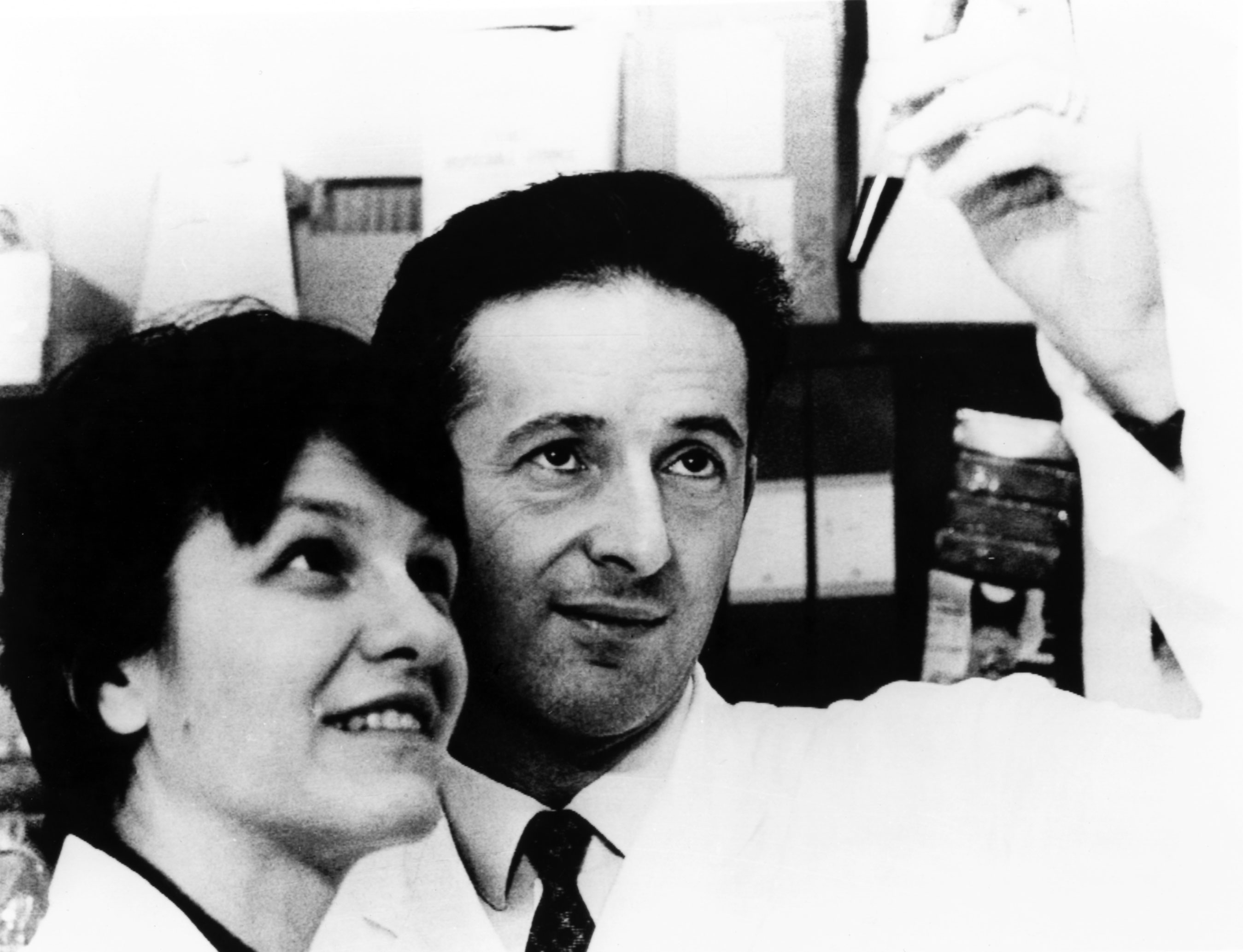
Georg und Eva Klein, Stockholm 1979

Georg Klein (auch George Klein; geboren 28. Juli 1925 in Budapest; gestorben 10. Dezember 2016) war ein ungarisch-schwedischer Onkologe und Zellbiologe. Er wirkte am Karolinska-Institut bei Stockholm als Professor für Tumorbiologie.

## Leben und Werk
György Klein überlebte die Judenverfolgung durch die Deutschen und ihre ungarischen Helfer 1944/45 in Budapest. Er hat später darüber mehrfach geschrieben. Er kam nach dem Zweiten Weltkrieg als Flüchtling nach Schweden, nachdem er schon an der Universität Budapest Dozent für Histologie und Pathologie gewesen war. Er promovierte 1951 in Medizin (M.D.) am Karolinska-Institut und war dann dort Assistenzprofessor für Zellforschung. Von 1957 bis 1993 war er Professor für Tumorbiologie und Leiter der Abteilung Tumorbiologie am Karolinska-Institut. Er war unter anderem Gastprofessor an der Stanford University (1961) und von 1973 bis 1993 an der Hebräischen Universität in Jerusalem. 1972 war er Fogarty Scholar an den National Institutes of Health.
Klein befasste sich unter anderem intensiv mit dem Epstein-Barr-Virus und seiner Rolle bei der Krebsentstehung (Burkitt-Lymphom), mit der Rolle weiterer Krebsviren und mit der Genetik von Krebs. Er war Verfasser und Koautor von mehr als 1280 wissenschaftlichen Arbeiten.
Klein war Herausgeber von Advances in Cancer Research.
Er war seit 1947 mit der Biologin Eva Klein verheiratet.

## Ehrungen
Klein war Ehrendoktor der University of Chicago (1966), in Debrecen, an der Universität Tel Aviv, an der Hebräischen Universität, der Universität Osaka und der University of Nebraska. Er war Mitglied der Königlich Schwedischen Akademie der Wissenschaften, der National Academy of Sciences, der American Academy of Arts and Sciences (1967), der Academia Europaea (1989), der American Philosophical Society und Ehrenmitglied der Ungarischen Akademie der Wissenschaften. Er war Ehrenmitglied der American Association of Cancer Research (deren Clowes Memorial Lecture er 1967 hielt), der European Association for Cancer Research und der American Association of Immunologists. Von 1957 bis 1993 war er auch im Nobelkomitee.
1979 erhielt er den Alfred P. Sloan, Jr. Prize, 1975 den William B. Coley Award, 1974 den Emil-von-Behring-Preis, den Léopold Griffuel-Preis (1974), 1978 den Björken Preis, den Erik-Fernström-Preis (1983 mit Eva Klein), den Gairdner Foundation International Award (1976), die Robert-Koch-Medaille (1998), den Charles Rodolphe Brupbacher Preis für Krebsforschung gemeinsam mit Harald zur Hausen (1999), die Paracelsus-Medaille (2001) und zahlreiche weitere Preise. 1975 erhielt er den Harvey-Preis und 1973 war er Harvey Lecturer.

## Schriften (Auswahl)
- The production of ascites tumors in mice and their use in studies on some biological and chemical characteristics of neoplastic cells. 1951, OCLC 753380054 (Dissertation Universität Stockholm 1951, 33 Seiten).
- Herausgeber: Viral oncology, Raven Press 1980
- Herausgeber: Advances in Viral Oncology, Raven Press, ab 1982
- Herausgeber: DNA Virus oncogenes and their action, Raven Press 1983
- mit Carlo Croce Chromosome translocations and human cancer, Scientific American, März 1985
- Herausgeber: Viruses as the causative agents of naturally occurring tumors, Raven Press 1985
- Herausgeber: Analysis of multistep scenarios in the natural history of human or animal cancer, Raven Press 1987
- Georg Klein: The approaching era of the tumor suppressor genes. In: Science. 238. Jahrgang, 1987, S. 1539–1545, PMID 3317834.
- The Atheist and the holy city. Encounters and reflections, MIT Press 1990, 1992 (Essays, schwedisch 1987)
- Herausgeber: Cellular oncogene activation, Marcel Dekker 1988
- Pieta, MIT Press 1992 (schwedisch 1989)
- Herausgeber: Tumorigenic DNA Viruses, Raven Press 1989
- Herausgeber: Tumor Suppression Genes, Marcel Dekker 1990
- Live Now, Prometheus Books 1997
- mit Eva Klein: Vorwort für: Imre Kertész: Mannen utan öde. Fiasko; Kaddish för ett ofött barn. Übersetzung Maria Ortman. Norstedt, Stockholm 1998, ISBN 91-7263-915-6 (schwedisch)
- Confronting the Holocaust: An Eyewitness Account, in: Randolph L. Braham; William vanden Heuvel (Hrsg.): The Auschwitz Reports and the Holocaust in Hungary. New York : Rosenthal Institute for Holocaust Studies, 2011 ISBN 978-0-88033-688-8, S. 255–283